# Кен (буква)
Կ, կ (арм. կենо файлекен, з.-арм. ген) — пятнадцатая буква армянского алфавита. Создал Месроп Маштоц в 405—406 годах.

## Использование
В восточноармянском языке обозначает звук [k], а в западноармянском — [ɡ]. Числовое значение в армянской системе счисления — 60.
Использовалась в курдском алфавите на основе армянского письма (1921—1928) для обозначения звука [ɡ].
В системах романизации армянского письма передаётся как k (ISO 9985, BGN/PCGN, ALA-LC для восточноармянского), g (ALA-LC для западноармянского). В восточноармянском шрифте Брайля букве соответствует символ ⠅ (U+2805), а в западноармянском — ⠛ (U+281B).

## Кодировка
И заглавная, и строчная формы буквы кен включены в стандарт Юникод начиная с версии 1.0.0 в блоке «Армянское письмо» (англ. Armenian) под шестнадцатеричными кодами U+053F и U+056F соответственно.

## Галерея

Округлый еркатагир
Прямолинейный еркатагир
Болоргир
Нотргир
Шхагир